# 臺中市立大墩國民中學
臺中市立大墩國民中學（簡稱大墩國中），是臺中市南屯區七期重劃區內的市立國民中學，北鄰大墩國小，於2010年8月開始招收新生。

## 歷史
- 2009年4月22日，定名「臺中市立大墩國民中學」。
- 2010年12月10日，首屆運動會舉行。
- 2011年7月22日，運動場及地下二層停車場舉行動工典禮。[來源請求]

### 校歌
2010年8月30日，第一屆開學。10月7日，方文山創作校歌歌詞。10月28日，校舍落成。11月12日，袁詠琳為校歌譜曲，歌曲名為「希望森林」。

## 歷任校長
1. 文雪：2009年8月1日－2014年7月31日
2. 黃紀生：2014年8月1日－2022年7月31日
3. 徐秀青：2022年8月1日－現任

## 學區
- 三厝里（第1鄰五權西路以北，2-25鄰）
- 惠中里（第16、21、23、25鄰）
- 田心 （第1-12鄰）
- 南屯 （第20、25、29-35鄰）
- 永定里（第10鄰五權西路以北、11-12、17-19鄰）

## 外部連結
- 臺中市立大墩國中全球資訊網 （页面存档备份，存于）